# قندرون جميل
قندرون جميل (الاسم العلمي:Chondrilla speciosum) هو نوع من النباتات يتبع جنس القندرون من الفصيلة النجمية.